# Einosuke Itō
Einosuke Itō (japonès: 伊藤 永之介, Itō Einosuke; Akita, 21 de novembre de 1903 - 26 de juliol de 1959) era un escriptor japonès. Després d'acabar els seus estudis, va treballar a un banc i començar a escriure articles per a revistes. El 1924, es va mudar a Tòquio i va començar a publicar per a la revista socialista Bungei Sensen (文芸戦線) fundada fundada per Yobun Kaneko. Per la seva publicació Mienai Kōzan (見えない鉱山) del 1928 dins aquesta publicació, va començar a destacar com a escriptor de literatura proletària.

## Obres
A continuació hi ha una relació de les obres d'Einosuke ordenades cronològicament:
- 1930 Bōdō (暴動)
- 1930 Kyōkō (恐慌)
- 1937 Fukurō (梟)
- 1938 Uguisu (鶯)
- 1938 Karasu (鴉)
- 1939 Ushi (牛)
- 1939 Kuma (熊)
- 1939 Uma (馬)
- 1939 Sakka no techō (作家の手帖)
- 1939 Tsubame (燕)
- 1939 Gan (雁)
- 1939 Ishikawa Rikinosuke nōson kōsei no jufu (石川理紀之助 農村更生の慈父)
- 1940 Asaichi (朝市)
- 1941 Tokai to inaka (都会と田舎)
- 1941 Furusato no haru (故郷の春)
- 1942 Hirata Atsutane (平田篤胤)
- 1942 Isha no iru son (医者のゐる村)
- 1942 Kamo to funa (鴨と鮒)
- 1942 Roji no hitobito (路地の人々)
- 1943 Haru no wakare (春の別れ)
- 1944 Akita (秋田)
- 1946 Utsukushii tabi (美しい旅)
- 1947 Futatsu no seishun (二つの青春)
- 1947 Furusato no uta (故郷の歌)
- 1947 Umi no oni (海の鬼)
- 1948 Yama no kami (山の神)
- 1948 Nōmin no kōfuku (農民の幸福)
- 1952 Keisatsu nikki (警察日記)
- 1953 Bungaku nyūmon (文学入門)
- 1954 Natuskashii sanka (なつかしい山河)
- 1955 Keimusho shigan (刑務所志願)
- 1955 Shinkeisatsu nikki (新警察日記)
- 1955 Tanima no kyōdai 谷間の兄弟
- 1956 Yamazakura (山桜)
- 1957 Chūzaisho nikki (駐在所日記)
- 1957 Nambei kōro (南米航路)
- 1959 Shizen to jinsei ni tsuite no shijū hanashi (自然と人生についての四十話)
- 1959 Kieru mizuumi (消える湖)
- 1959 Santarō (三太郎)
- 1960 Shochō nikki (署長日記)

## Cine
- 1951 Keisatsu nikki (警察日記)